# Chaetogaster diastrophus
Chaetogaster diastrophus är en ringmaskart som först beskrevs av Gruithuisen 1828. Enligt Catalogue of Life ingår Chaetogaster diastrophus i släktet Chaetogaster och familjen glattmaskar, men enligt Dyntaxa är tillhörigheten istället släktet Chaetogaster och familjen Naididae. Arten är reproducerande i Sverige. Inga underarter finns listade i Catalogue of Life.